# Stronghold Warlords
Stronghold Warlords est un jeu de stratégie en temps réel sorti le 9 mars 2021, développé et édité par Firefly Studios. Contrairement aux jeux précédents de la série Stronghold, qui étaient axées sur le Moyen Âge, Stronghold Warlords se déroule en Asie de l'Est, avec des campagnes basées sur des événements historiques de la Chine, du Viêt Nam et du Japon.

## Développement
Le jeu a été annoncé à l'E3 2019, avec une date de sortie le 29 septembre 2020, mais a été retardé jusqu'au 9 janvier 2021 en raison de la Pandémie de Covid-19, et finalement sorti le 9 mars 2021, après des retards supplémentaires dus à des problèmes dans le mode multijoueur.

## Accueil
Le jeu a reçu des critiques « mitigées » selon l'agrégateur de critiques Metacritic.
Un journaliste de Jeuxvideo.com affirma que « Warlords conserve toujours le caractère plaisant de la série sur son volet gestion » mais qu'il est « à réserver aux fans, qui devront toutefois accepter que la saga Stronghold n'est plus aujourd'hui ce qu'elle était il y a 20 ans ».